# Сатанархеолъжалкохолистичният пунш на желанията
„Сатанархеолъжалкохолистичният пунш на желанията“ (на немски: Der satanarchäolügenialkohöllische Wunschpunsch) е книга за деца от немския писател Михаел Енде. За първи път е публикувана през 1989 година.

## Сюжет
Действието започва в късния следобед на 31 декември – деня на Свети Силвестър, в дома на магьосника Велзевул Ирвитцер. Магьосникът е сключил договор, според който всяка година трябва да причинява определен брой бедствия, изчезване на растителни и животински видове, епидемии и други рушителни дела. В навечерието на Нова година пратеник от ада го предупреждава, че ако до полунощ не е изпълнил задълженията си, ще бъде наказан. Магьосникът се е забавил, защото е трябвало да заблуждава шпионина изпратен в дома му от Върховния съвет на животните – Маурицио ди Мауро, романтичен и наивен котарак. Лелята на Ирвитцер – вещицата Тирания Вамперл има същия проблем: тя не е успяла да се справи навреме със задълженията си заради гарвана Якоб Кракел. Въпреки взаимната си неприязън, Ирвитцер и Тирания се съюзяват, за да успеят да приготвят в оставащите няколко часа до Нова година Сатанархеолъжалкохолистичния пунш на желанията, който ще им помогне да изпълнят договора си с ада. Котаракът и гарванът с помощта на Свети Силвестър успяват да осуетят злонамерения им план.

## Герои
- Велзевул Ирвитцер (Beelzebub Irrwitzer) – магически съветник, сключил договор с ада, според който придобива „изключителни правомощия“ в рамките на столетието, като в замяна трябва да причинява определен брой злодеяния годишно.
- Тирания Вамперл (Tyrannja Vamperl) – вещица, леля на Ирвитцер
- Маурицио ди Мауро (Maurizio di Mauro) – котарак, изпратен от Върховния съвет на животните да шпионира Ирвитцер
- Якоб Кракел (Jakob Krakel) – гарван, изпратен от Върховния съвет на животните да шпионира Тирания
- Маледиктус Червус – пратеник от ада
- Свети Силвестър

## Сатанархеолъжалкохолистичен пунш на желанията
В книгата има обяснение на думата „сатанархеолъжалкохолистичен“. Нейни съставни части са думите:
1. Сатана,
2. Анархист,
3. Археология,
4. Лъжа,
5. Жалко,
6. Алкохол,
7. Холистичен.[1]

Пуншът има способността да изпълнява всяко желание, изречено от този, който е пил от него. Преди камбаните да бият в полунощ, за да отбележат Нова година, действието на пунша е с обратна сила – например желание за мир би предизвикало война.

## Адаптации
През 1990 г. книгата е адаптирана за театър, а впоследствие и за радиотеатър.
През 2000 г. по нея е направен анимационният сериал Wunschpunsch.